# Valerie y su semana de las maravillas (película)
Valerie y su semana de las maravillas (en checo: Valerie A Týden Divů) es una película de horror gótico de fantasía oscura surrealista checoslovaca de 1970 dirigida por Jaromil Jireš y basada en la novela homónima de 1932 escrita por Vítězslav Nezval.
La película retrata la vida de la joven Valerie, que vive en un sueño desorientador, engatusada por sacerdotes, vampiros, hombres y mujeres por igual, y mezcla elementos de fantasía oscura, comedia oscura y terror gótico.
Valerie y su semana de las maravillas ha recibido saludos en su país de origen y a lo largo de los años (especialmente debido a redes sociales como YouTube, Instagram y TiK ToK) ha ido creciendo en popularidad y, por lo tanto, en aclamación. Desde entonces, se la considera una de las mejores películas checoslovacas, una de las mejores películas de los años 70 del siglo XX y una de las mejores películas fantásticas jamás realizadas.

## Grabación
La adaptación cinematográfica de 1970 de Valerie a týden divů se rodó en 1969, protagonizada por la entonces actriz de 13 años de edad Jaroslava Schallerová, como Valerie, en un reparto completado por Helena Anýžová, Karel Engel, Jan Klusák, Petr Kopriva, entre otros. Fue filmada en la ciudad checa de Slavonice y sus alrededores.

## Reparto
- Jaroslava Schallerová como Valerie.
- Helena Anýzová como Babicka/Elsa/Matka/Rusovláska.
- Petr Kopriva como Orlík.
- Jirí Prýmek como Tchor-konstàbl.
- Jan Klusák como Gracián.
- Libuse Komancová como Sluzka-novicka.
- Karel Engel como Koci Ondrej.
- Alena Stojáková como Hedvika.

## Música
La banda sonora de la película, con música compuesta por Luboš Fišer, fue lanzada por primera vez en diciembre de 2006. Disponible tanto en CD como LP, el folleto interior revela imágenes inéditas y diseños de carteles internacionales, así como notas de Andy Votel, Peter Hames y Trish Keenan de la banda Broadcast.